# سعادت (روزنامه)
سعادت نام یکی از مطبوعات استان فارس در دوران قاجاریه است.
این روزنامه از سال ۱۳۴۰ هـ.ق به وسیله محمدحسین سعادت در شیراز به چاپ رسیده است.